# Alfred Gilbert (sculpteur)
Pour l’article homonyme, voir Alfred Gilbert, le sportif et inventeur.
Pour les articles homonymes, voir Gilbert.
 (décembre 2015).
Alfred Gilbert, né à Londres le 12 août 1854, et mort le 4 novembre 1934, est un sculpteur et orfèvre anglais.
Ses œuvres sont marquées par les innovations en matière de métallurgie. Il a joué un rôle central dans la New Sculpture (en), un mouvement artistique qui a renouvelé la sculpture en Grande-Bretagne à la fin du XIXe siècle. Alfred Gilbert a également enrichi la sculpture des particularités thématiques et stylistiques propres au mouvement de l'Art nouveau.

## Biographie
Les parents d'Alfred Gilbert, Charlotte Cole et Alfred Gilbert, sont tous deux musiciens et vivaient à Londres lorsqu'il est né. Il reçoit principalement son éducation à Paris, à l'École nationale supérieure des beaux-arts, où il est l'élève de Jules Cavelier). Il étudie ensuite à Rome et Florence en Italie où l'art de la Renaissance marque profondément son travail à venir, notamment les grands bronzes maniéristes florentins. Il travaille également dans l'atelier du sculpteur Joseph Boehm et est influencé par l'adjoint de ce dernier, Édouard Lanteri (1848-1917).
Le 3 janvier 1876, il épouse l'une de ses cousines, Alice Jane Gilbert (1847-1916), avec laquelle il était parti pour Paris. Ils eurent ensemble cinq enfants.
Gilbert intègre la Royal Academy de Londres en 1887 et en devient membre à part entière en 1892, avant de démissionner en 1909. Il y est professeur de sculpture jusqu'en 1900. En 1889, il remporte le grand prix à l'Exposition universelle de Paris, et il est nommé membre de l'ordre royal de Victoria en 1897. Il devient par la suite membre de l'International Society of Sculptors, Painters and Gravers.
Ayant rencontré des difficultés financières importantes, il fait banqueroute et est contraint de quitter le Royaume-Uni en 1901. Il vit les vingt cinq années suivantes à Bruges en Belgique. Son épouse le quitte en 1904 et est placée dans un hôpital psychiatrique, mais il ne divorcèrent jamais.
Après le décès de son épouse en 1916, Alfred Gilbert épouse sa gouvernante, Stéphanie Debourgh (1863-1937), le 1er mars 1919, dont six des sept enfants avaient vécu avec Gilbert jusqu'en 1907 puis durant la Première Guerre mondiale et l'occupation allemande.
Gilbert se rend à Rome en 1923 et, trois ans plus tard, revient en Angleterre pour compléter le Memorial Clarence, cette fois sous le patronage royal. Il réalise le Monument à la reine Alexandra (en), inauguré à Londres en 1932. Gilbert est anobli à cette occasion et est réélu à la Royal Academy. Durant ses dernières années, il connaît la consécration dans les plus hautes sphères de la société artistique britannique avant sa mort en 1934.

## Œuvres

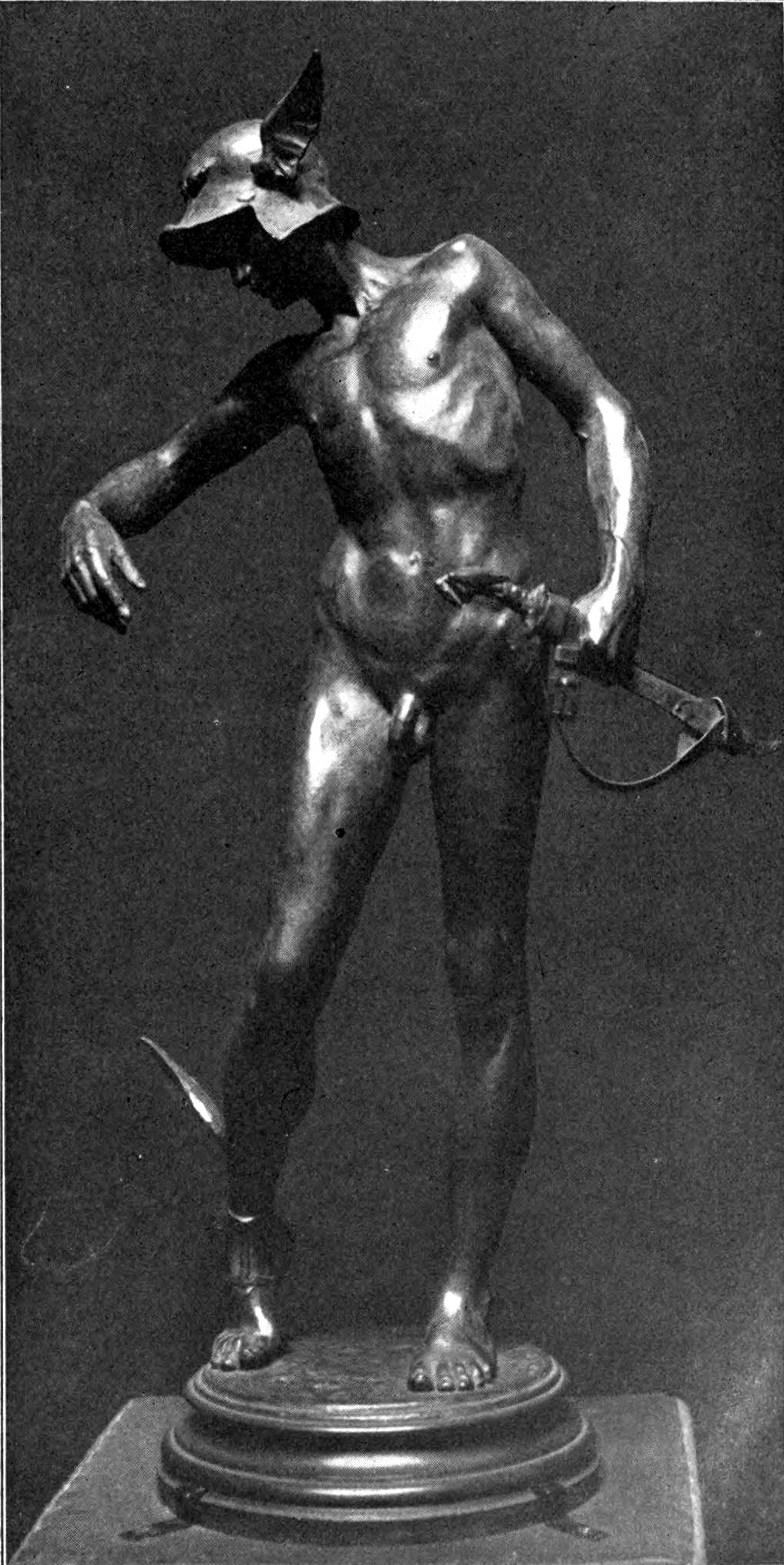
Persée s'armant (1906).

Ses premières œuvres importantes sont les sculptures comme La mère et l'enfant, puis Le Baiser de la Victoire, suivie par Persée s'armant (1906), toutes conçues sous l'influence évidente des sculptures qu'il étudia à Florence. Son succès est considérable et le sculpteur Frederic Leighton lui commande immédiatement un Icare, exposé à la Royal Academy en 1884, qui reçoit l'approbation générale. Par la suite, il réalise le Fauteuil enchanté, qu'il détruisit plus tard, comme il le fit de plusieurs de ses œuvres qu'il considérait comme inachevées ou indignes de son talent. L'année suivante, Gilbert se consacre à la réalisation de la fontaine du Shaftesbury Memorial (en) de Piccadilly Circus à Londres, une œuvre d'une grande originalité et d'une grande beauté représentant Anteros.
En 1887, il réalise le Monument du Jublilé de la reine Victoria, installé à Winchester, dont la finesse et le détail des ornements en fait l'une des sculptures les plus remarquables de ce style en Grande-Bretagne. Parmi les autres sculptures d'une grande beauté, à la fois dans leur conception et dans la délicatesse de leur traitement, on peut citer le Monument à Lord Reay à Bombay et le Monument à John Howard à Bedford (1898) dont le socle très original a pour beaucoup réorienté les œuvres jusque-là assez excentriques des artistes de l'Art nouveau.
Le sens de la décoration est primordial dans toute l'œuvre de Gilbert. On retrouve ce style délicat, en plus des travaux déjà cités, dans les bustes de Cyril Flower, John R. Clayton (détruit par l'artiste), George Frederic Watts, Henry Tate, George Birdwood, Richard Owen, George Grove et bien autres. Toutefois, c'est surtout sur son travail d'orfèvrerie que sa réputation d'artiste repose, avec des réalisations comme le collier du maire de Preston, le centre de table pour la reine Victoria, les figures de la Victoire (une statuette conçue pour la statue de Winchester), ainsi qu'un grand nombre d'objets plus petits, comme des sceaux, des clés, etc.
Bien qu'il soit essentiellement connu pour ses sculptures, Gilbert réalisait également quelques peintures à l'huile, avec une attirance toute particulière pour la nature morte.

## Galerie

Œuvres d'Alfred Gilbert
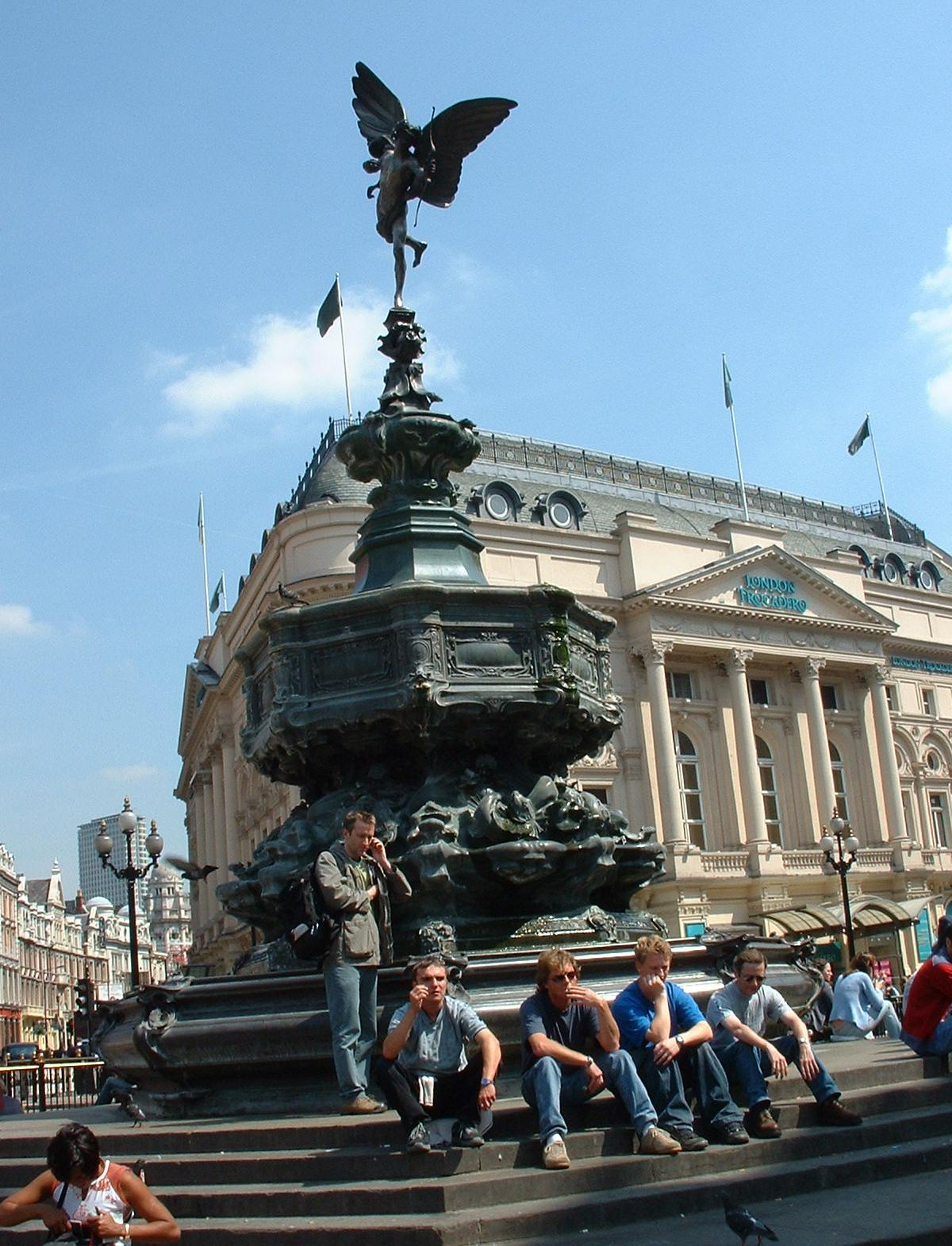
Shaftesbury Memorial (en) à Piccadilly Circus, Londres. C'est l'une des premières sculptures fondues en aluminium.
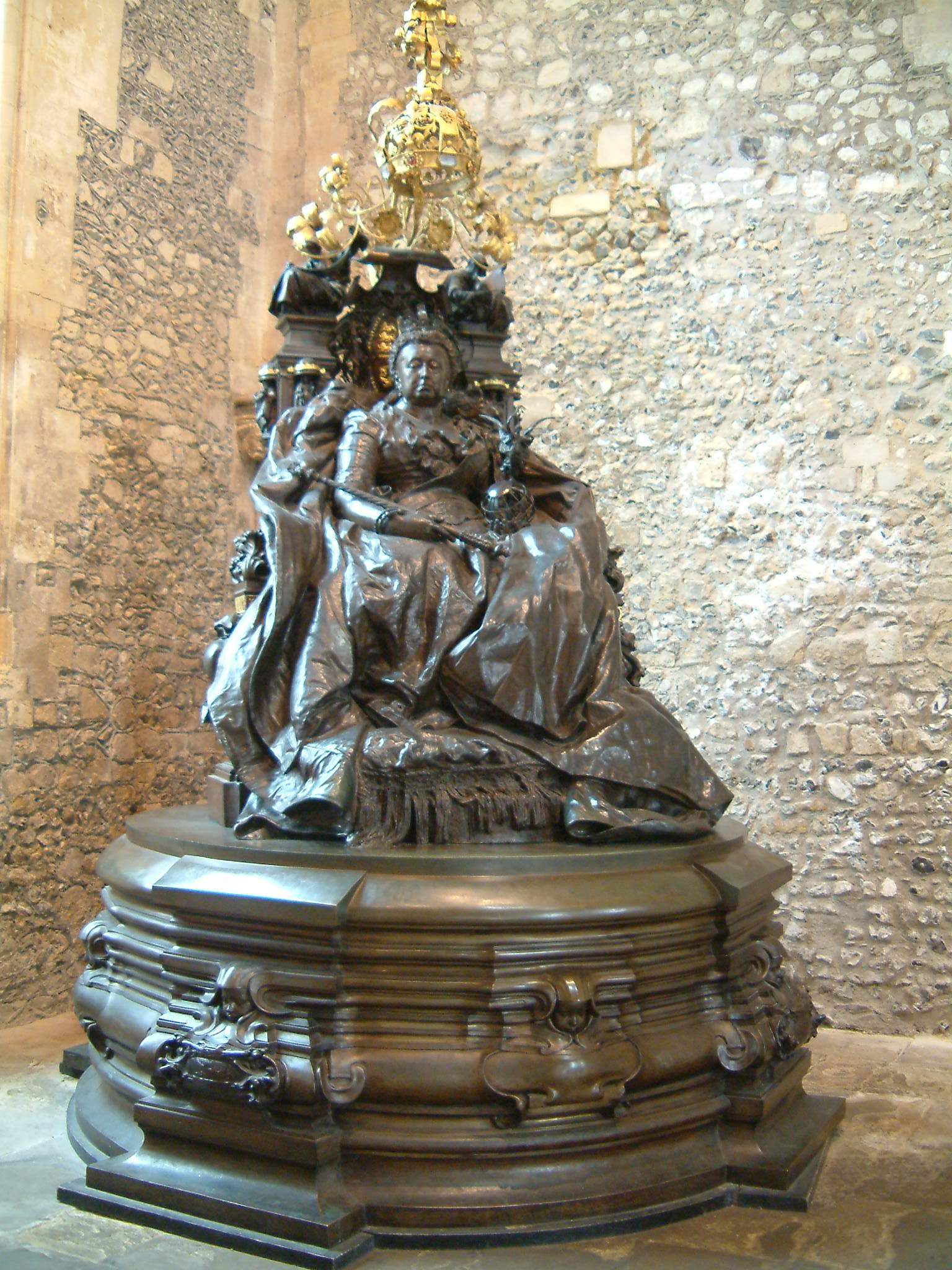
Monument du Jublilé de la reine Victoria (1887), château de Winchester.
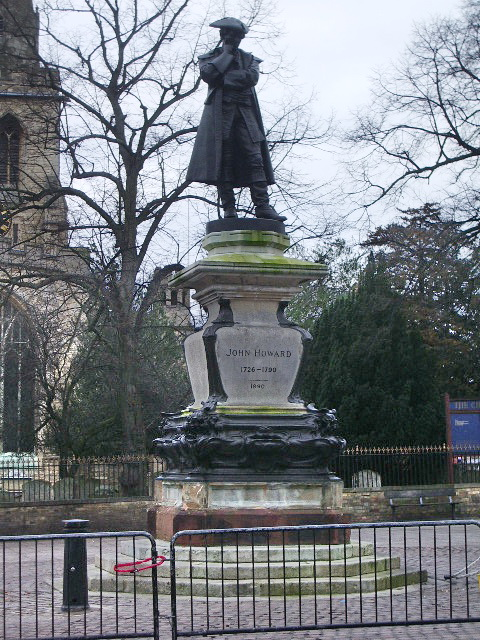
Monument à John Howard, Bedford.
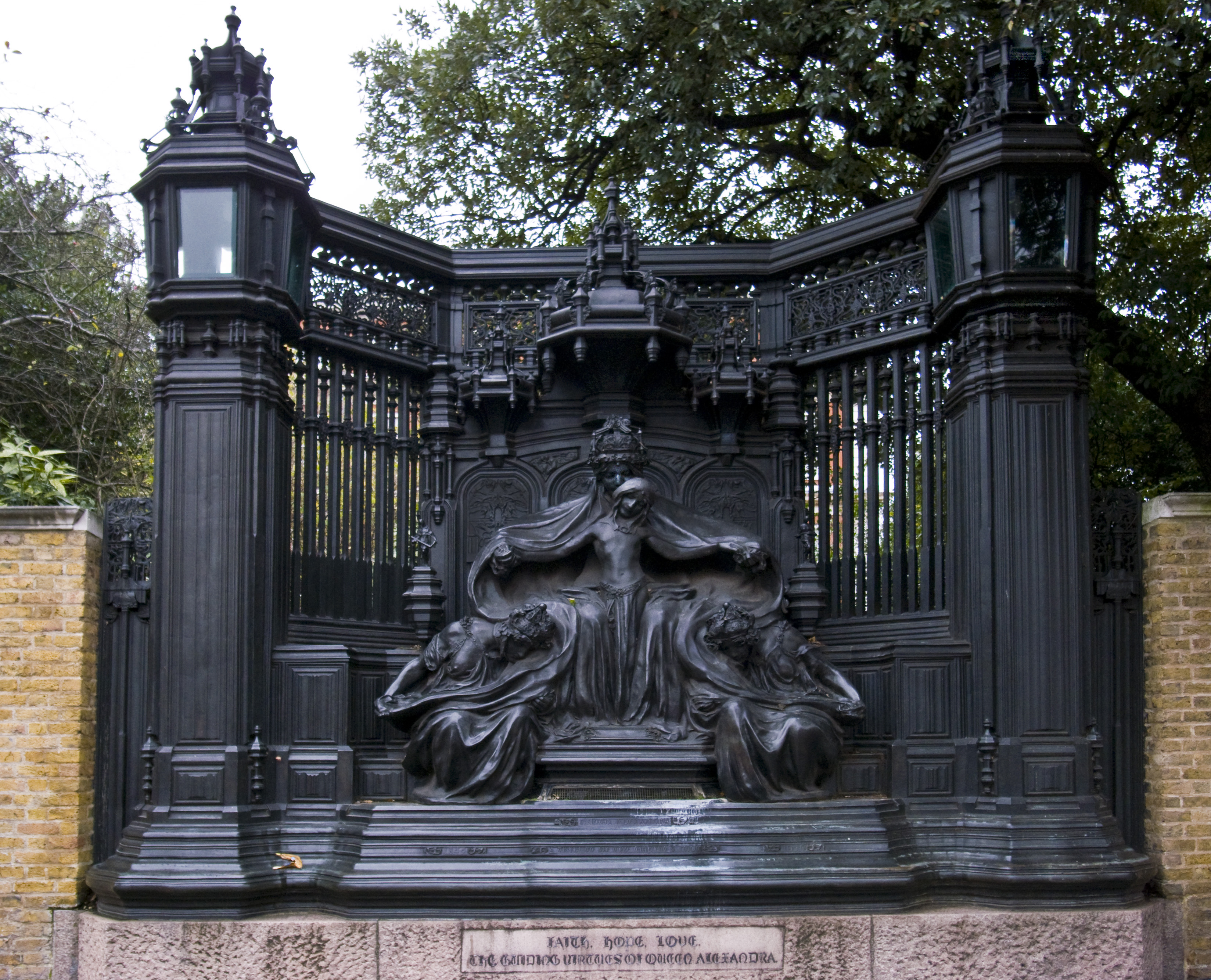
Monument à la reine Alexandra (en) (1932), Londres.